# Sabussowia wilhelmii
Sabussowia wilhelmii is een platworm (Platyhelminthes) uit de familie Cercyridae. De soort leeft in zout water.
De wetenschappelijke naam van de soort werd in 1973 gepubliceerd door Ian Raymond Ball.
1. ↑  Ball, I.R. (1973). A New Species of Marine Triclad Turbellarian of the Genus Sabussowia from Prince Edward Island. Journal of the Fisheries Research Board of Canada 30(3): 390–392